# Sky Office (Vilnius)
Sky Office ist ein Bürogebäude mit 18 Stockwerken in Viršuliškės der litauischen Hauptstadt Vilnius. Daneben gibt es anderes Bürogebäude „Grand Office“ und „Duetto“ sowie das Wohnhaus „Solo City“ auf dem sog. urbanistischen Hügel von Vilnius. Das Territorium beträgt 0,3529 ha, die unterirdische Fläche 3.150 Quadratmeter. Das Gebäude hat das Zertifikat BREEAM Excellent und die Energieeffizienzklasse A+. Die Autoren des Projekts sind Unternehmen „Viltekta“ und „Architektūros linija“ mit den Architekten Simonas Klezys, Gintaras Čaikauskas und Simonas Čaikauskas.

## Einrichtung
Die Bürofläche beträgt 8.822 Quadratmeter. Im Erdgeschoss des Gebäudes wurde ein Café eingerichtet. Im 18. Stock gibt es eine Dachterrasse, von der aus sich das Panorama der Stadt Vilnius öffnet. Das Gebäude hat zwei Untergeschosse. Hier befindet sich ein Parkplatz mit 196 Stellplätzen mit einem intelligenten Kraftfahrzeugkennzeichen-Lesesystem. Neben dem Gebäude sind Ladestationen für Elektroautos eingerichtet.